# Майское (Симферопольский район)
Ма́йское (до 1948 года Русет, ранее Темиркой-Аратук; укр. Майське, крымскотат. Temir Köy Aratuq) — исчезнувшее село в Симферопольском районе Крыма. Находилось по левой стороне долины Салгира, в балке, сохранившей название Русацкая, примерно в 2 км к юго-востоку от современного села Клиновка.

## История
Впервые населённый пункт упоминается в Камеральном Описании Крыма… 1784 года, в котором записан Харатук Темир Ага Салгирского кадылык Акмечетского каймаканства. После присоединения Крыма к России (8) 19 апреля 1783 года, (8) 19 февраля 1784 года, именным указом Екатерины II сенату, на территории бывшего Крымского Ханства была образована Таврическая область и деревня была приписана к Симферопольскому уезду. После Павловских реформ, с 1796 по 1802 год, входила в Акмечетский уезд Новороссийской губернии. По новому административному делению, после создания 8 (20) октября 1802 года Таврической губернии, Темир-Аратук был включён в состав Эскиординской волости Симферопольского уезда.
В Ведомости о всех селениях в Симферопольском уезде состоящих с показанием в которой волости сколько числом дворов и душ… от 9 октября 1805 года записан Нижний Аратук, в котором числилось 26 дворов и 162 жителя, исключительно крымских татар. На военно-топографической карте генерал-майора Мухина 1817 года обозначен Аратук с 16 дворами. После реформы волостного деления 1829 года Ашага-Аратук, согласно «Ведомости о казённых волостях Таврической губернии 1829 года», остался в составе преобразованной Эскиординской волости. На карте 1842 года Темир-Аратук обозначен условным знаком «малая деревня» (это означает, что в нём насчитывалось менее 5 дворов).
В 1860-х годах, после земской реформы Александра II, деревню приписали к Сарабузской волости. В «Списке населённых мест Таврической губернии по сведениям 1864 года», составленном по результатам VIII ревизии 1864 года, Ашага-Аратук — казённая татарская деревня с 4 дворами, 15 жителями и мечетью при источникѣ безъименномъ. По обследованиям профессора А. Н. Козловского начала 1860-х годов, в селении имелись колодцы с пресной водой глубиной до 5 сажени, а также жители пользовались многочисленными родниками. На трёхверстовой карте 1865—1876 года Телеуской-Аратук обозначен как хутор, без указания числа дворов.
После земской реформы 1890-х годов деревню передали в состав новой Подгородне-Петровской волости. По «…Памятной книжке Таврической губернии на 1892 год», в деревне Темир-Аратук, входившей в Подгородне-Петровское сельское общество, числилось 12 жителей в 3 домохозяйствах. На верстовой карте 1892 года в Темир-кой-Аратуке обозначено уже 11 дворов с русско-греческим населением — деревню начали заселять понтийские греки. По «…Памятной книжке Таврической губернии на 1902 год», в деревне Темир-Аратук, входившей в Подгородне-Петровское сельское общество, числилось 54 жителя в 8 домохозяйствах. По Статистическому справочнику Таврической губернии. Ч.II-я. Статистический очерк, выпуск шестой Симферопольский уезд, 1915 год, в деревне и экономии наследников Руссета Е. В. Темир-Аратук Подгородне-Петровской волости Симферопольского уезда, числилось 16 дворов со смешанным населением без приписных жителей, но с 75 — «посторонними», из которых 40 мужчин и 35 женщин. В экономии числилась 741 десятина земли, жители землёй не владели, в хозяйствах имелось 25 лошадей и 18 коров.
Судьба поселения в послереволюционные годы пока не очень ясна: Темиркой-Аратук обозначен на карте Крымского Статистического Управления 1922 года, а в материалах переписи 1926 года не значится. Также, как Темиркой-Аратук, обозначен на картах 1941 года и 1942 года 1, а указом Президиума Верховного Совета РСФСР от 18 мая 1948 года в Майское был переименован, как Русет. На 15 июня 1960 года село числилось в составе Добровского сельсовета. Упразднено к 1968 году.

### Динамика численности населения
- 1805 год — 162 чел.[12]
- 1864 год — 15 чел.[16]
- 1892 год — 12 чел.[20]
- 1902 год — 54 чел.[23]
- 1915 год — 0/75 чел.[24][30]